# División de Honor Femenina de hockey hierba 2021-22
La División de Honor Femenina de hockey hierba 2021-22, denominada Liga Iberdrola por motivos de patrocinio, es la temporada 2021-22 de la máxima categoría española de hockey hierba. La disputan diez equipos que se enfrentan todos contra todos en formato de liga. La organiza la Real Federación Española de Hockey.

## Equipos
| Equipo                        | Localidad                  | Estadio                       |
| ----------------------------- | -------------------------- | ----------------------------- |
| Club de Campo Villa de Madrid | Madrid                     | Club de Campo                 |
| SPV Complutense               | San Sebastián de los Reyes |                               |
| Real Club de Polo             | Barcelona                  | Eduardo Dualde                |
| Júnior Fútbol Club            | San Cugat del Vallés       | Sant Cugat                    |
| Unión Deportiva Taburiente    | Las Palmas de Gran Canaria | Ciudad Deportiva Siete Palmas |
| Club Egara                    | Tarrasa                    | Pla de Bon Aire               |
| Real Sociedad Hockey Femenino | San Sebastián              | Campo de Hockey Bera Bera     |
| Sardinero Hockey Club         | Santander                  |                               |
| Club Deportiu Terrassa        | Tarrasa                    | Les Pedritxes                 |
| FC Barcelona                  | Barcelona                  |                               |